# BeBe Zahara Benet
BeBe Zahara Benet, nombre artístico de Nea Marshall Kudi Ngwa, es un artista drag camerunés-estadounidense, personalidad de televisión y músico mejor conocido por ganar la primera temporada de RuPaul's Drag Race en 2009. En 2018, regresó como concursante sorpresa para la tercera temporada de RuPaul's Drag Race: All Stars, ubicándose entre los 4 finalistas (el "top four").
Su primer EP, Face, fue lanzado en 2014, seguido de su segundo EP, Kisses & Feathers, en 2017. Su tercer EP, Broken English, fue lanzado en 2020. A partir de 2019, protagoniza la serie de televisión de cambio de imagen transformacional de TLC, Dragnificent, como experta en planificación de eventos. En 2021 protagonizó Being Bebe, una película que documenta quince años de su vida.

## Primeros años
Ngwa nació y creció en Camerún. Mientras crecía, su padre tocaba la guitarra y su madre cantaba con frecuencia, lo que más tarde le inspiró a dedicarse a la música. Su familia se mudó más tarde a Francia, donde vivió Ngwa hasta que se instaló en Minneapolis a los diecinueve años para completar sus estudios universitarios y estar más cerca de su familia.

## Carrera
La primera experiencia de Benet con el drag fue en un desfile de moda de París, donde le pidieron que se pusiera un vestido para caminar por la pasarela como mujer como reemplazo de último minuto de una modelo ausente. Su primera actuación drag fue junto a Cyndi Lauper en el bar The Gay 90s después de mudarse a Minneapolis en el año 2000. Ha participado en diversos concursos de belleza drag, incluido Miss US of A.

### RuPaul's Drag Race y la televisión
A principios de 2009, Ngwa, después de una sugerencia de la propia RuPaul tras verla actuar en "Circle of Life" en el Orgullo de Minneapolis, audicionó para la primera temporada de la competenciade telerrealidad de drag queens de Logo, RuPaul's Drag Race. Finalmente se convirtió en una de las nueve reinas elegidas en la temporada, habiendo sido seleccionada entre miles de solicitantes. Fue la ganadora inaugural del programa, habiendo ganado dos desafíos durante la competencia. La victoria de Bebe inspiraría a muchas futuras drag queens a dedicarse al arte del drag, incluida la eventual ganadora de la octava temporada, Bob The Drag Queen.

Lo que más me encantó de la primera temporada es el corazón que todos teníamos. Porque se necesita valentía. Simplemente enfrentamos cada día sin saber qué sería del programa. Todos teníamos puntos de vista tan únicos y no había nada remotamente similar en la televisión.
BeBe Benet

En 2011, Benet apareció en dos episodios de RuPaul's Drag U, ejerciendo como "profesora drag".
Benet fue revelada como la décimo concursante sorpresa en el estreno de la tercera temporada de RuPaul's Drag Race: All Stars, convirtiéndose en la primera ganadora en la historia del programa en regresar para una temporada All Stars. Llegó a la final de temporada, habiendo ganado dos desafíos, pero no fue elegida para avanzar hasta la final por un jurado de reinas previamente eliminadas y posteriormente terminó en tercer lugar junto con Shangela.
Benet apareció junto con Jujubee, Thorgy Thor y Alexis Michelle en el especial de televisión de TLC Drag Me Down the Aisle que se emitió el 9 de marzo de 2019 y luego fue adoptado como una serie y retitulado Dragnificent.

### Música
El primer sencillo de Benet, «I'm the Sh*t», ha recibido remixes de Felix Baumgartner, Ralphi Rosario y Mark Picchiotti. Lanzó su segundo sencillo, "Cameroon" en julio de 2010. Benet hizo un cameo en el vídeo musical del relanzamiento de Erasure de su canción "A Little Respect", en diciembre de 2010 (que fue una recaudación de fondos para estudiantes del Instituto Harvey Milk en San Francisco). Lanzó su tercer sencillo "Dirty Drums" el 17 de abril de 2012 a través de iTunes. Su cuarto sencillo, "Face", fue lanzado el 3 de marzo de 2014.
Benet grabó una versión de "El pequeño tamborilero" para el álbum de Drag Race Christmas Queens 4.
En abril de 2020 lanza su EP Broken English.

### Otros proyectos y tours
En noviembre de 2017, Ngwa fue una artista destacada en Queens United, un espectáculo benéfico creado por Phi Phi O'Hara en un esfuerzo por recaudar dinero para las personas afectadas por el huracán María. En 2018, Ngwa creó Roar, un programa mensual que presenta bailes interactivos.
En 2020, cocreó, produjo y encabezó la gira Nubia, un espectáculo de drag en vivo que celebra a las drag queens negras a través de música original, coreografía grupal, instalaciones de video, voces en vivo, lip syncs y artes escénicas narrativas. La noche del estreno, Vulture.com elogió al elenco, conformado por las concursantes de RuPaul's Drag Race; Bob The Drag Queen, Peppermint, Shea Couleé, The Vixen y Monique Heart, destacando la “sinceridad conmovedora” y la celebración “alegre” de la cultura negra que se presenta en el espectáculo.
La gira comenzó con espectáculos con entradas agotadas en la ciudad de Nueva York y tiene planes de visitar Los Ángeles, así como otras ciudades importantes de Estados Unidos.
En junio de 2021, Ngwa apareció en "Gospel Brunch Drag Show", un evento "LGBTQIA+ para las juventudes de color para celebrar el Orgullo Negro" y el evento virtual "Pride Bigger Than Texas" transmitido en vivo desde Bonham Exchange. En agosto de ese mismo año fue artista destacada en el evento Klub Kids London Presents: NOIR: The Tour, donde el 25% de las ganancias de la producción se donaron al movimiento Black Lives Matter.
Una película documental titulada Being Bebe se estrenó en el Festival de Cine de Tribeca de 2021 del 19 al 23 de junio y luego se proyectó en el Festival Internacional de Cine de Provincetown a partir del 23 de junio, proyectándose durante tres días. La película documentó los últimos quince años de la vida de Ngwa como Bebe Zahara Benet, incluida su preparación para RuPaul's Drag Race. La película ganó el premio al Mejor Documental de 2021 en el Festival Internacional de Cine de Provincetown.
Fuera del mundo drag, Ngwa es la directora ejecutiva de The Lavish Labs, una empresa de decoración y planificación de eventos.

## Vida personal
Antes de empezar en el drag fue director de coro y profesor de música. No se considera a sí misma una drag queen y prefieres ser llamada "artista drag" o "drag performer".
Ha nombrado a Christian Dior, Giorgio Armani y Alphadi como sus iconos personales de la moda. Musicalmente, ha nombrado a Yvonne Chaka Chaka como el ícono musical de su infancia, y a Tiwa Savage, Yemi Alade, Angélique Kidjo y Davido como músicos con los que le gustaría colaborar.

## Filmografía

### Televisión
| Año           | Título                        | Rol        | Notas                                        | Ref.   |
| ------------- | ----------------------------- | ---------- | -------------------------------------------- | ------ |
| 2009          | RuPaul's Drag Race            | Ella misma | Concursante (Ganadora)                       | [ 30 ] |
| 2011          | RuPaul's Drag U               | Ella misma |                                              | [ 31 ] |
| 2018          | RuPaul's Drag Race: All Stars | Ella misma | Concursante 3.er/4.to puesto)                | [ 32 ] |
| 2019          | Vice Live                     | Ella misma | Invitada                                     | [ 33 ] |
| 2019–presente | Dragnificent                  | Ella misma | También conocido como Drag Me Down the Aisle | [ 34 ] |
| 2019          | The Rachel Ray Show           | Ella misma | Invitada                                     | [ 35 ] |
| 2020          | Infinity Train                | Sashay     | Episodio: "The Parasite Car"                 | [ 36 ] |
| 2022          | Nubia Amplified: The Series   | Ella misma | Panelista                                    | [ 37 ] |
| 2023          | Drag Me To Dinner             | Ella misma |                                              | [ 38 ] |

### Cine
| Año  | Título           | Rol        | Notas               | Ref.   |
| ---- | ---------------- | ---------- | ------------------- | ------ |
| 2020 | Nubia: Amplified | Ella misma | Producido por OutTV | [ 39 ] |
| 2021 | Being Bebe       | Ella misma | Documental          | [ 40 ] |

### Streaming
En 2023 estrena por Prime Video/Apple TV su especial de comedia titulado Africa Is Not a Country.
| Predecesora: - | Ganadora de RuPaul's Drag Race 2009 | Sucesora: Tyra Sanchez |